# Haitong Securities
Haitong Securities (SSE: 600837; HKEX: 6837) er en kinesisk finansiel servicevirksomhed med hovedkvarter i Shanghai. De tilbyder handel med værdipapirer, investeringsbank og formueforvaltning.
Haitong blev etableret i 1988 og børsnoteret i Shanghai i 2007 og Hongkong i 2012.